# راي ماهر
راي ماهر (بالإنجليزية: Ray Maher)‏ هو سياسي أسترالي، ولد في 1 أبريل 1911 في أستراليا، وتوفي في 22 سبتمبر 1966 في أستراليا. حزبياً، نشط في حزب العمال الأسترالي. وقد انتخب عضو الجمعية التشريعية نيو ساوث ويلز.
1. ↑  Former Members | Ray Septimus MAHER (1911 - 1966) (بالإنجليزية), QID:Q109354239